# Логиви-Плуграс
Логиви́-Плугра́с (фр. Loguivy-Plougras, брет. Logivi-Plougraz) — коммуна во Франции, находится в регионе Бретань. Департамент — Кот-д’Армор. Входит в состав кантона Плестен-ле-Грев. Округ коммуны — Ланьон.
Код INSEE коммуны — 22131.

## География
Коммуна расположена приблизительно в 430 км к западу от Парижа, в 145 км западнее Ренна, в 55 км к западу от Сен-Бриё.

## Население
Население коммуны на 2016 год составляло 929 человек.
| 1962 | 1968 | 1975 | 1982 | 1990 | 1999 | 2008 | 2016 |
| ---- | ---- | ---- | ---- | ---- | ---- | ---- | ---- |
| 1375 | 1604 | 1367 | 1190 | 1021 | 1002 | 961  | 929  |

## Администрация
| Период | Период | Фамилия             | Партия        | Примечания |
| ------ | ------ | ------------------- | ------------- | ---------- |
| 1989   | 2001   | Эмиль Ле Галь       | Разные правые | фермер     |
| 2001   | 2008   | Тереза Перрон       | Разные левые  |            |
| 2008   |        | Жан-Франсуа Ле Галь | Разные правые | перевозчик |

## Экономика
В 2007 году среди 551 человека в трудоспособном возрасте (15—64 лет) 406 были экономически активными, 145 — неактивными (показатель активности — 73,7 %, в 1999 году было 68,4 %). Из 406 активных работали 355 человек (202 мужчины и 153 женщины), безработных было 51 (22 мужчины и 29 женщин). Среди 145 неактивных 31 человек были учениками или студентами, 70 — пенсионерами, 44 были неактивными по другим причинам.

## Достопримечательности
- Церковь Сент-Эмильон[фр.] (XVI век). Исторический памятник с 1912 года[3]
- Часовня Нотр-Дам-дю-Дресне (1588 год). Исторический памятник с 1955 года[4]
- Часовня Сент-Иви, построена в 1860—1864 годах на месте старой церкви
  - Бронзовый колокол (1612 год). Диаметр — 53 см. Исторический памятник с 1612 года[5]
- Усадьба Керуэ (XVI век). Исторический памятник с 1993 года[6]

## Фотогалерея

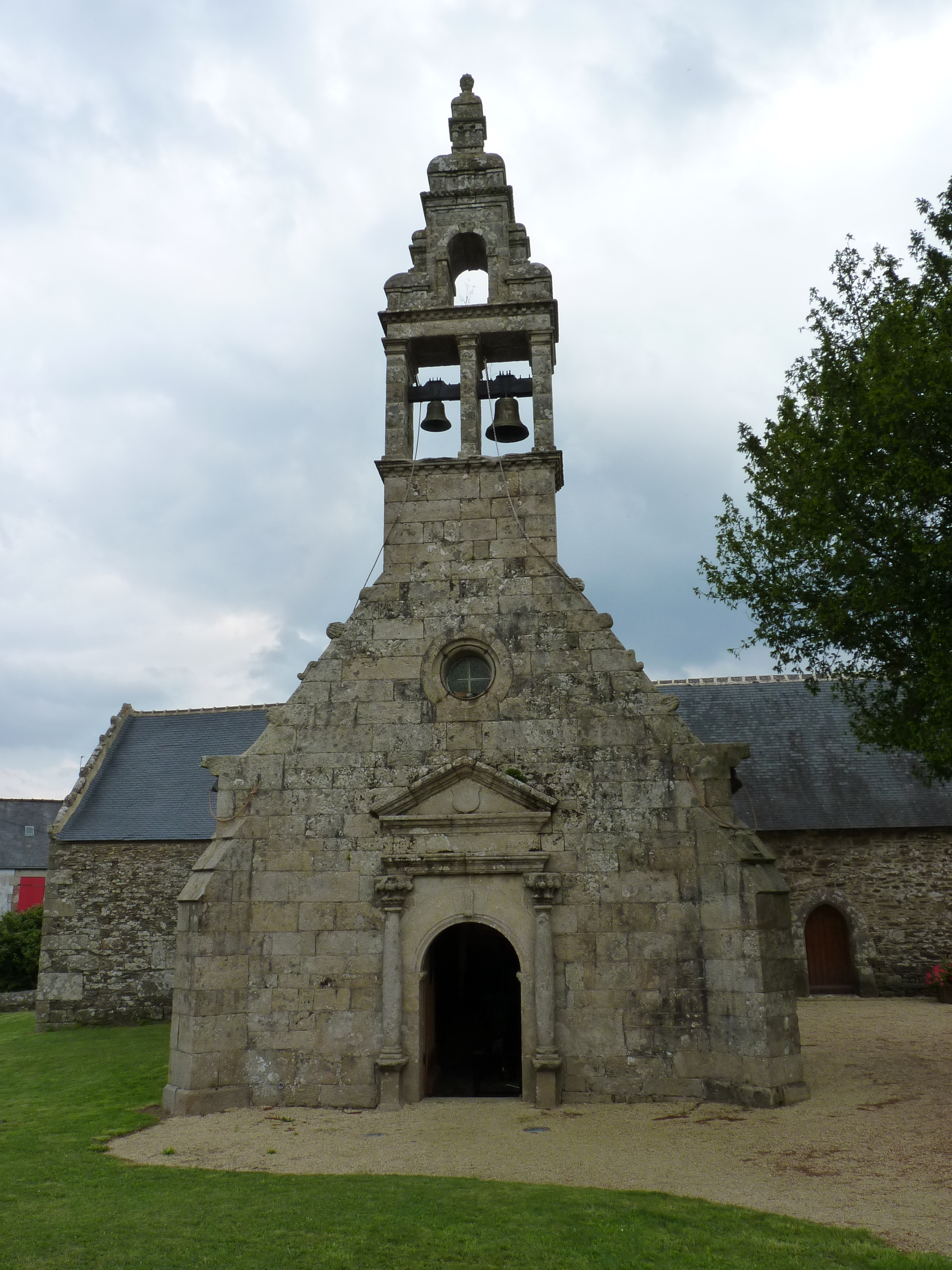
Часовня Нотр-Дам-дю-Дресне
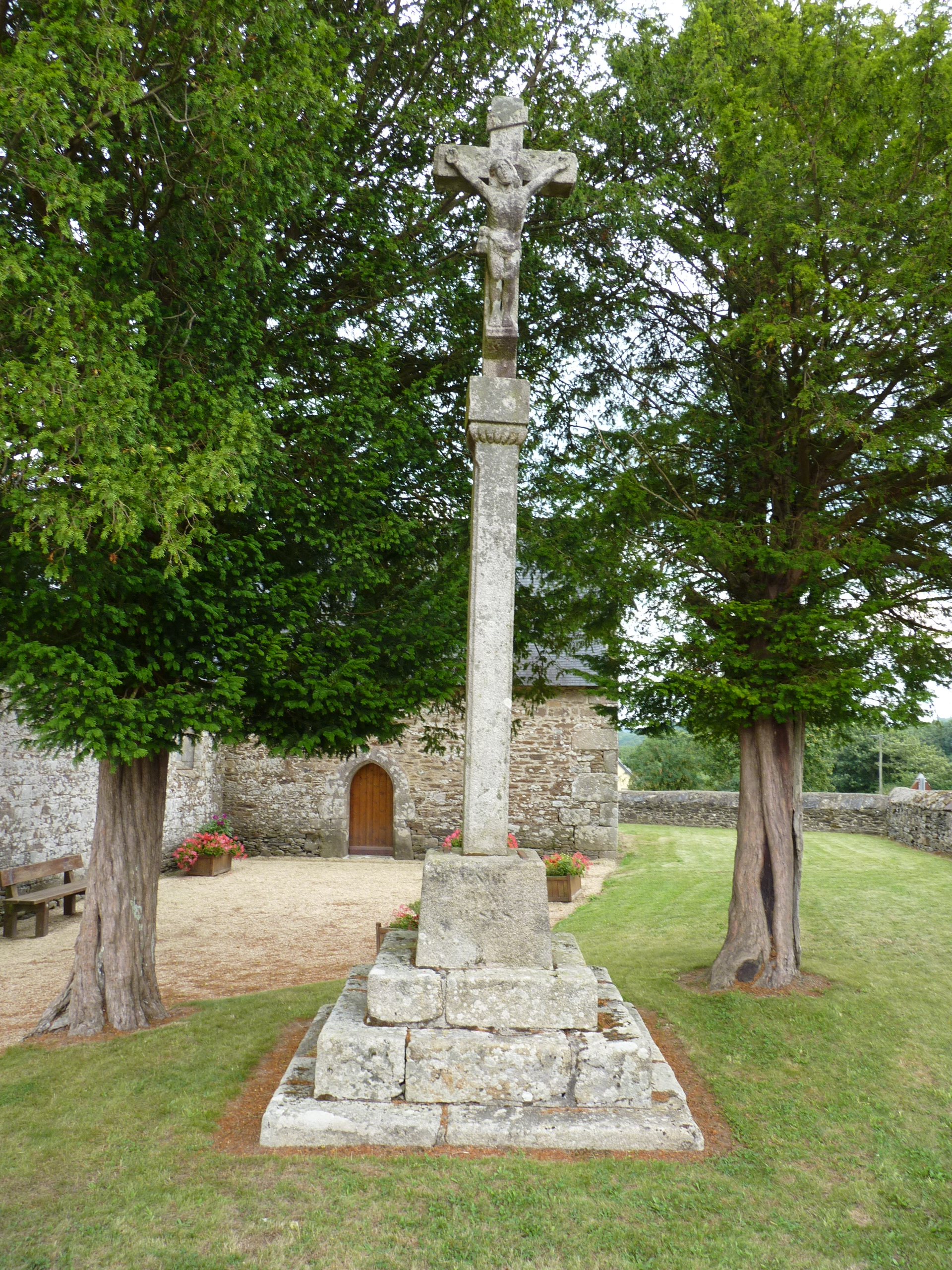
Распятие около часовни Нотр-Дам-дю-Дресне
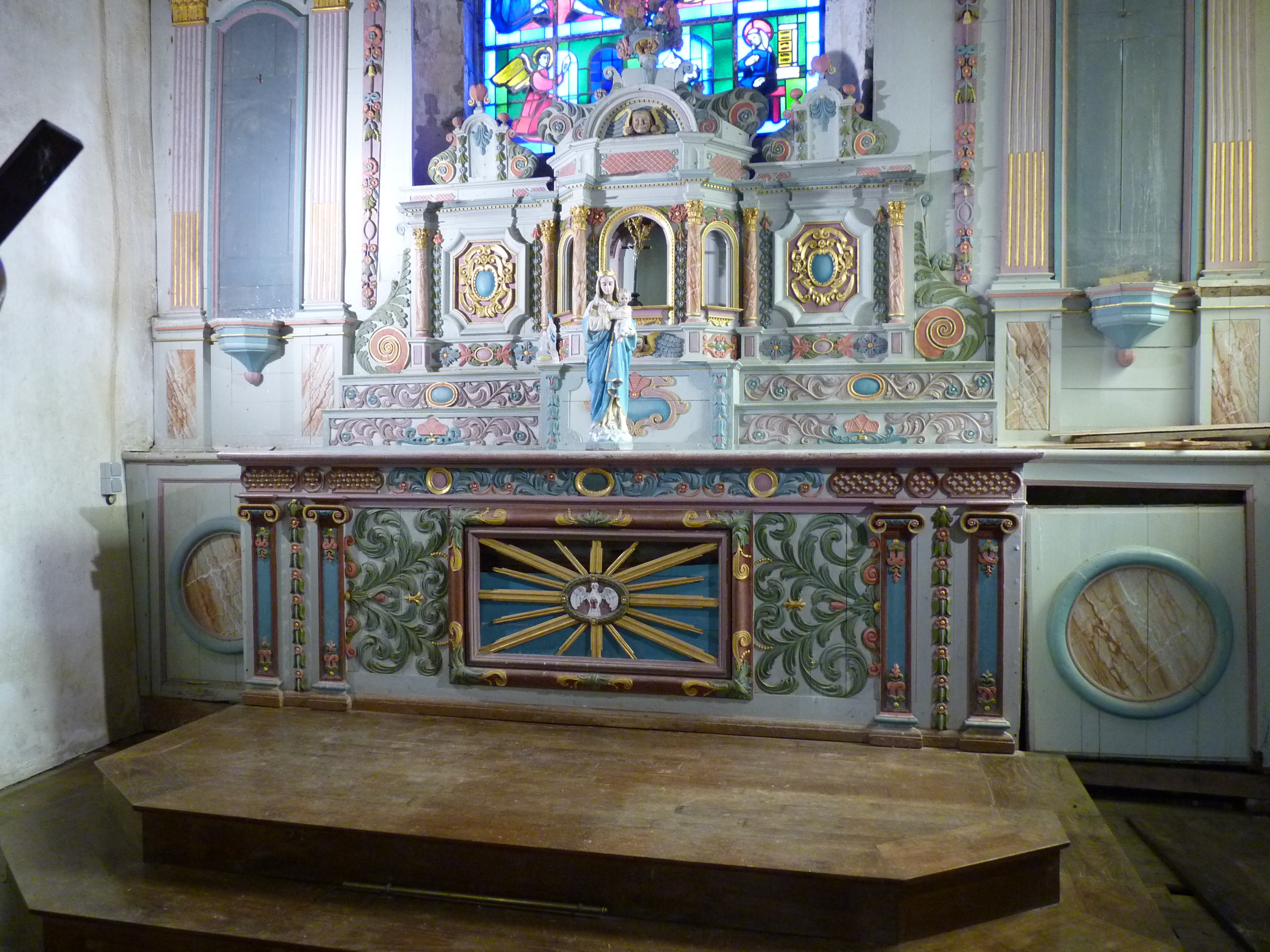
Интерьер часовни Нотр-Дам-дю-Дресне
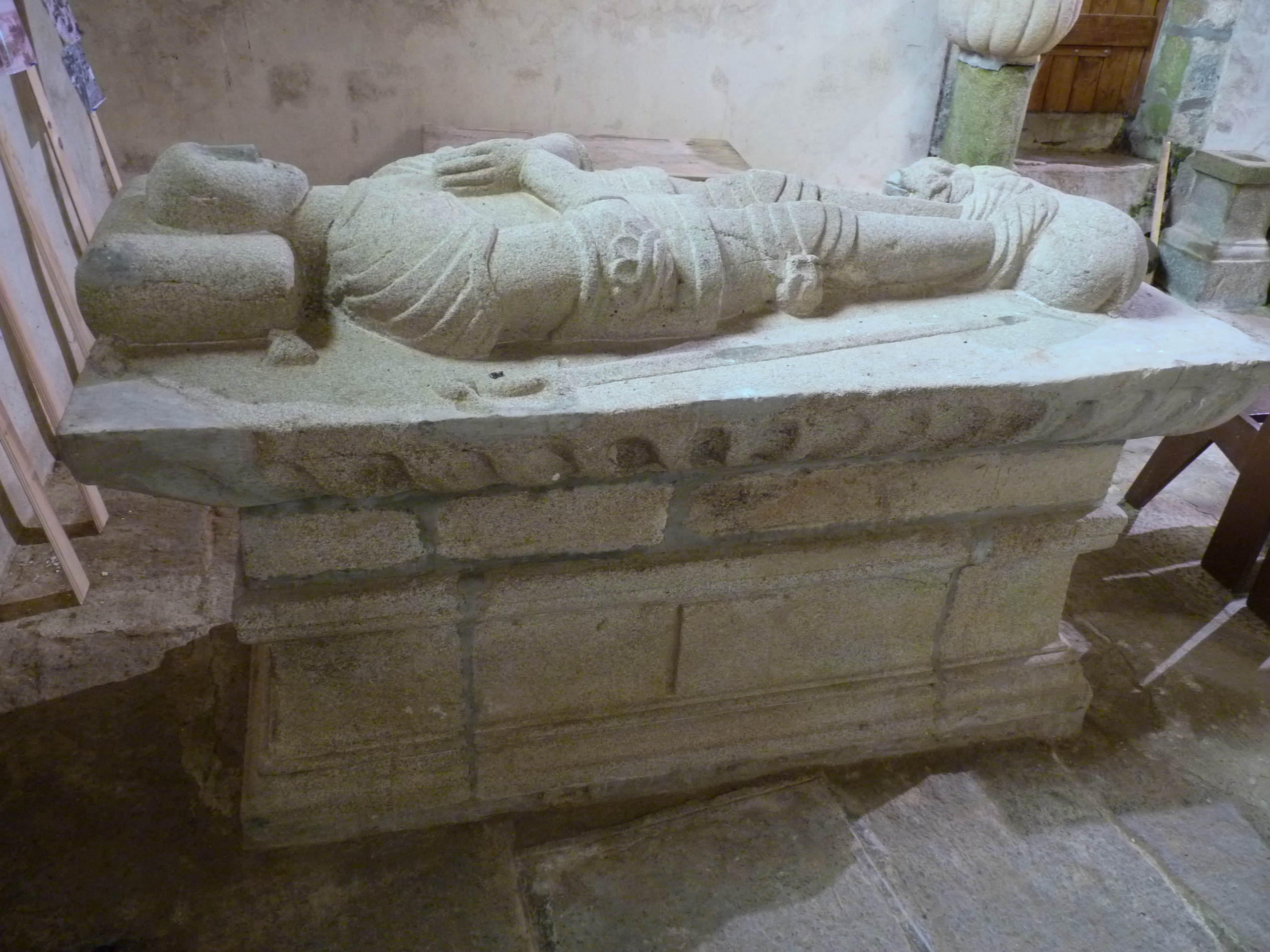
Саркофаг сеньора Дресне в часовне Нотр-Дам-дю-Дресне
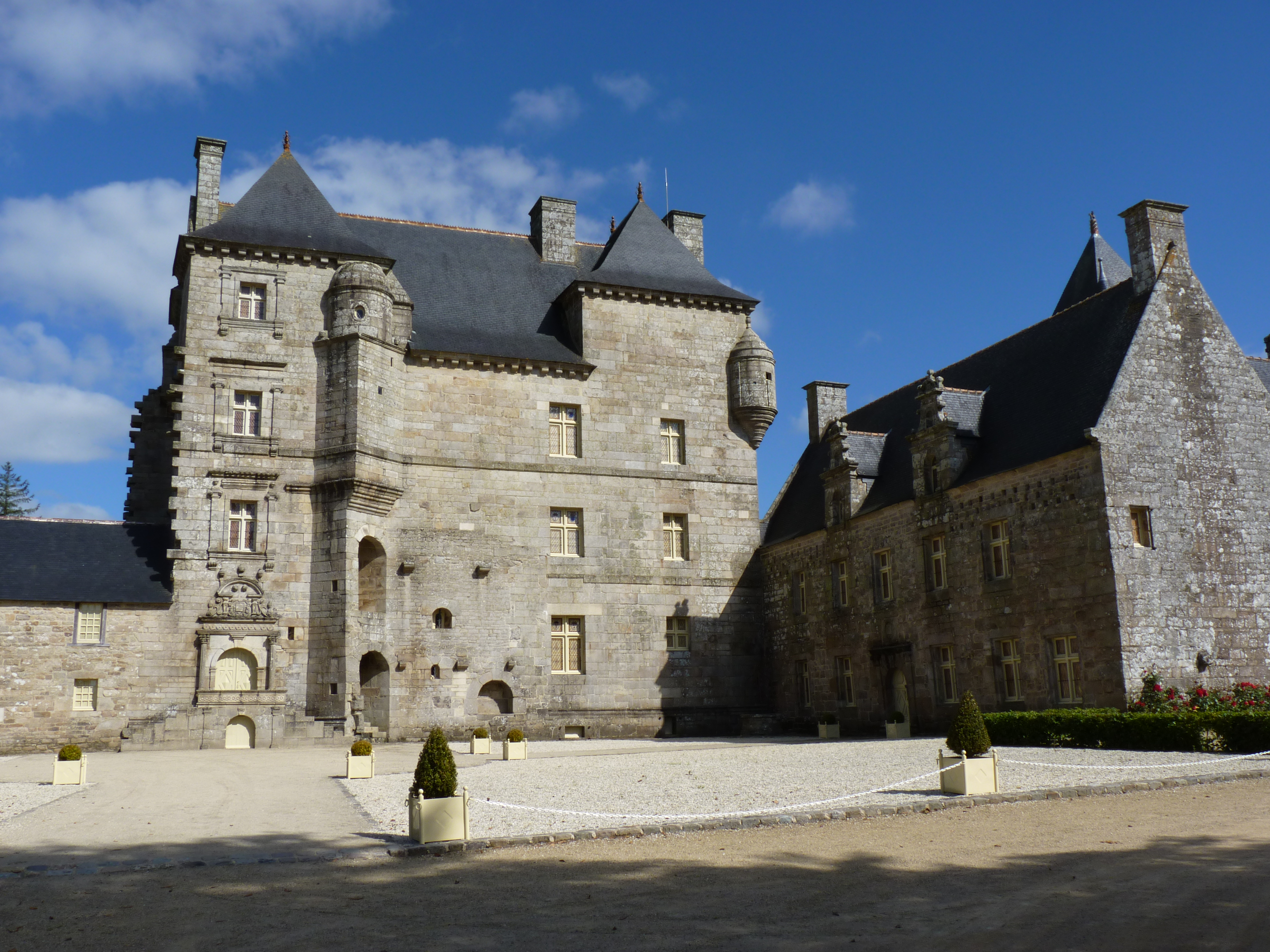
Усадьба Керуэ